# Black Light
Black Light (Blacklight: visiones en la oscuridad y Luz negra en España) es una película canadiense policíaca de 1998 dirigida por Michael Storey y protagonizada por Michael Ironside, Tahnee Welch y Currie Graham.
Para hacerla se orientaron un poco en la película La zona muerta (1983) de David Cronenberg, la cual es una adaptación de una novela homónima de Stephen King.

## Argumento
Sharon Avery es una mujer ciega, ya que tuvo un accidente de tráfico mientras que colaboraba con la policía en un caso de múltiples asesinatos. Esto ocurrió cuando ella, como mujer dotada con habilidades de clarividencia, percibía visiones de los homicidios a través de ellas. Estos asesinatos continúan sucediendo y son obra de un peligroso psicópata que ha matado brutalmente a varios niños.

## Reparto
| Actor             | Papel                    |
| ----------------- | ------------------------ |
| Michael Ironside  | Inspector Frank Schumann |
| Tahnee Welch      | Sharon Avery             |
| Currie Graham     | Larry Avery              |
| Anne Marie Louise | Detective Fay Howard     |
| Walter Mills      | Insp. Randwick           |
| Lori Hallier      | Dr. Ann Goddard          |
| Billy Morton      | Asesino                  |

## Recepción
Hoy en día la película ha sido valorada en portales cinematográficos. En IMDb, con 204 votos registrados, el filme obtiene una media ponderada de 4,6 sobre 10.